# Héctor Gutiérrez De la Garza
Héctor Humberto Gutiérrez De la Garza (Monterrey, Nuevo León, 2 de noviembre de 1962) es un abogado y político mexicano, miembro del Partido Revolucionario Institucional, ha sido en dos ocasiones diputado federal.
Héctor Gutiérrez De la Garza es Licenciado y Maestro en Derecho egresado de la Universidad de Monterrey, su primer cargo público lo desempeñó en 1983 en la Coordinación Fiscal de la Tesorería de Nuevo León, entre 1987 y 1994 fue funcionario de la empresa papelera COPAMEX hasta que ese último año el gobernador de Nuevo León, Sócrates Rizzo, lo nombró Consejero Jurídico del Gobierno del Estado.
En 2000 fue elegido diputado al Congreso de Nuevo León por el II Distrito local y en 2003 paso a la Cámara de Diputados federal electo por la vía plurinominal a la LIX Legislatura que terminó en 2006, año en el cual el gobernador de Nuevo León, José Natividad González Parás, lo nombró titular de la Oficina Ejecutiva del Gobierno del estado hasta el término de su administración en 2009, año en que fue nuevamente electo diputado local al Congreso de Nuevo León por el Distrito II hasta 2012 en que fue elegido por segunda ocasión diputado federal, esta vez en representación del V Distrito Electoral Federal de Nuevo León a la LXII Legislatura que concluirá su ejercicio en 2015.
En la Cámara de Diputados se desempeña como Presidente de la Comisión de Comunicaciones, Secretario de la Comisión de Infraestructura y de la Comisión Jurisdiccional, e Integrante de la Comisión de Puntos Constitucionales, es además integrante de las comisiones especiales de la Cuenca de Burgos y para Indagar el funcionamiento de las instancias del Gobierno Federal relacionadas con el otorgamiento de permisos para Juegos y Sorteos.